# Fingerdvärgspindel
Fingerdvärgspindel (Gongylidiellum latebricola) är en spindelart som först beskrevs av O. Pickard-Cambridge 1871.  Fingerdvärgspindel ingår i släktet Gongylidiellum och familjen täckvävarspindlar. Arten är reproducerande i Sverige. Inga underarter finns listade i Catalogue of Life.